# Julienne Keutcha
Julienne Keutcha, född 1924, död 2000, var en kamerunsk politiker. Hon var sitt lands första valda kvinnliga parlamentsledamot.
Hon satt i parlamentet 1960-1972. Hon var den första kvinnan som valdes till parlamentet, men inte den första som satt i parlamentet, eftersom annan kvinna hade utnämnts utan att väljas fem år tidigare.